# چبونی، استان پومرانی
چبون، استان پومرانیان (به لاتین: Trzebuń, Pomeranian Voivodeship) یک سکونتگاه مسکونی در لهستان است که در Gmina Dziemiany واقع شده‌است.